# بوسیروس (اوهایو)
بوسیروس(به انگلیسی: Bucyrus) شهری در ایالت اوهایو کشور ایالات متحده آمریکا است که جمعیت آن در سرشماری سال ۲۰۱۰ میلادی، ۱۲٬۳۶۲ نفر بوده‌است.